# Кориолис (лунный кратер)
Кратер Кориолис (лат. Coriolis) — крупный древний ударный кратер на экваторе обратной стороны Луны. Название присвоено в честь французского математика, механика и инженера Гаспара-Гюстава Кориолиса (1792—1843);  утверждено Международным астрономическим союзом в 1970 г. Образование кратера относится к нектарскому периоду. 

## Описание кратера

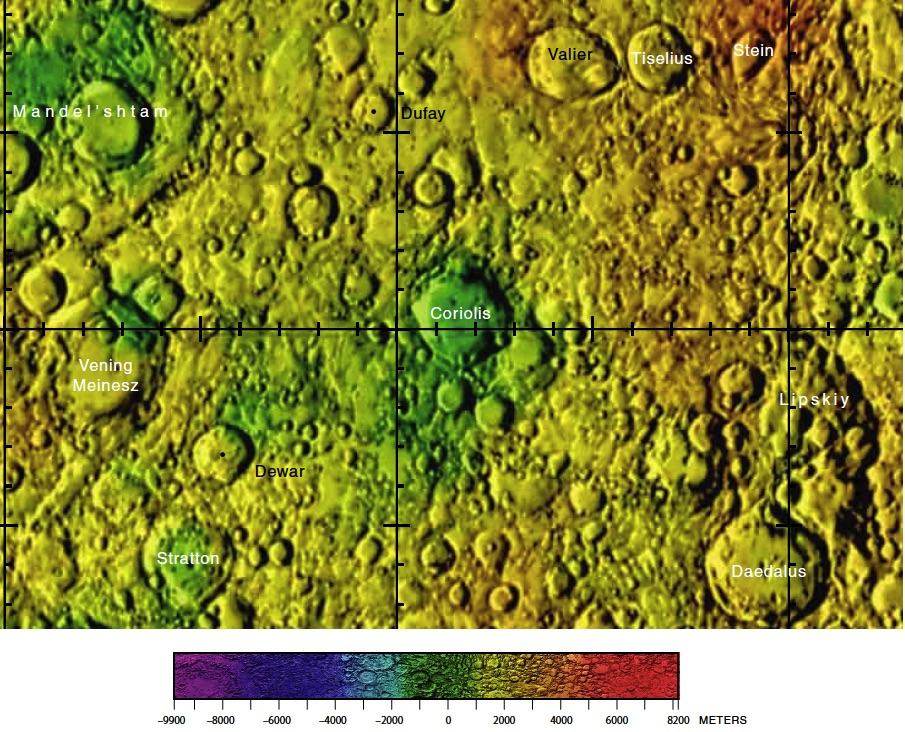
Окрестности кратера Кориолис. Фрагмент карты обратной стороны Луны.

Ближайшими соседями кратера Кориолис являются кратер Венинг-Мейнес на западе; кратер Дюфе на севере-северо-западе; кратер Валье на севере-северо-востоке; кратер Липский на востоке-юго-востоке; кратер Дедал на юго-востоке и кратер Дьюар на западе-юго-западе. Селенографические координаты центра кратера 0°34′ с. ш. 171°48′ в. д. / 0,56° с. ш. 171,8° в. д., диаметр 78,6 км, глубина 2,8 км.
Кратер Кориолис имеет полигональную форму с небольшим выступом в северной части и значительно разрушен. Вал сглажен, в южной части перекрыт тремя приметными одиночными кратерами. Высота вала над окружающей местностью достигает 1340 м, объем кратера составляет приблизительно 5600 км3. Дно чаши сравнительно ровное, испещрено множеством мелких кратеров, в восточной и южной части чаши находятся скопления небольших кратеров. В центре чаши располагается группа холмов.

## Сателлитные кратеры
| Кориолис | Координаты                                            | Диаметр, км |
| -------- | ----------------------------------------------------- | ----------- |
| C        | 1°53′ с. ш. 173°12′ в. д. / 1,89° с. ш. 173,2° в. д.  | 17,2        |
| G        | 0°02′ ю. ш. 174°33′ в. д. / 0,04° ю. ш. 174,55° в. д. | 17,7        |
| H        | 0°35′ ю. ш. 174°04′ в. д. / 0,59° ю. ш. 174,06° в. д. | 13,0        |
| L        | 2°02′ ю. ш. 172°36′ в. д. / 2,04° ю. ш. 172,6° в. д.  | 30,5        |
| M        | 1°30′ ю. ш. 171°31′ в. д. / 1,5° ю. ш. 171,52° в. д.  | 28,3        |
| S        | 0°06′ с. ш. 169°40′ в. д. / 0,1° с. ш. 169,66° в. д.  | 17,5        |
| W        | 3°04′ с. ш. 168°03′ в. д. / 3,06° с. ш. 168,05° в. д. | 37,6        |
| Y        | 3°34′ с. ш. 170°58′ в. д. / 3,57° с. ш. 170,96° в. д. | 30,9        |
| Z        | 3°55′ с. ш. 171°29′ в. д. / 3,92° с. ш. 171,48° в. д. | 42,4        |

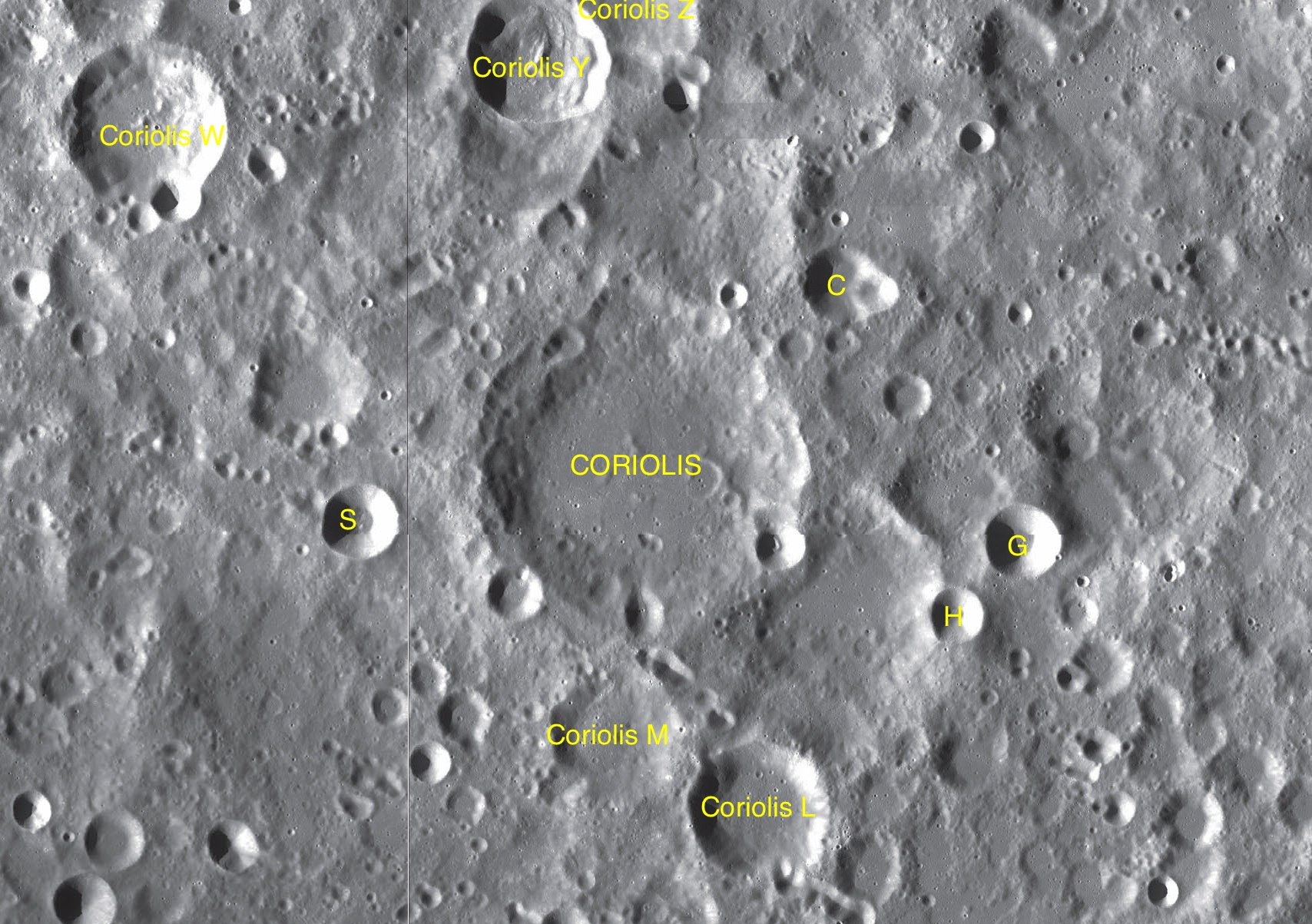
Фрагменты карт LAC-67, LAC-68, LAC-85, LAC-86.

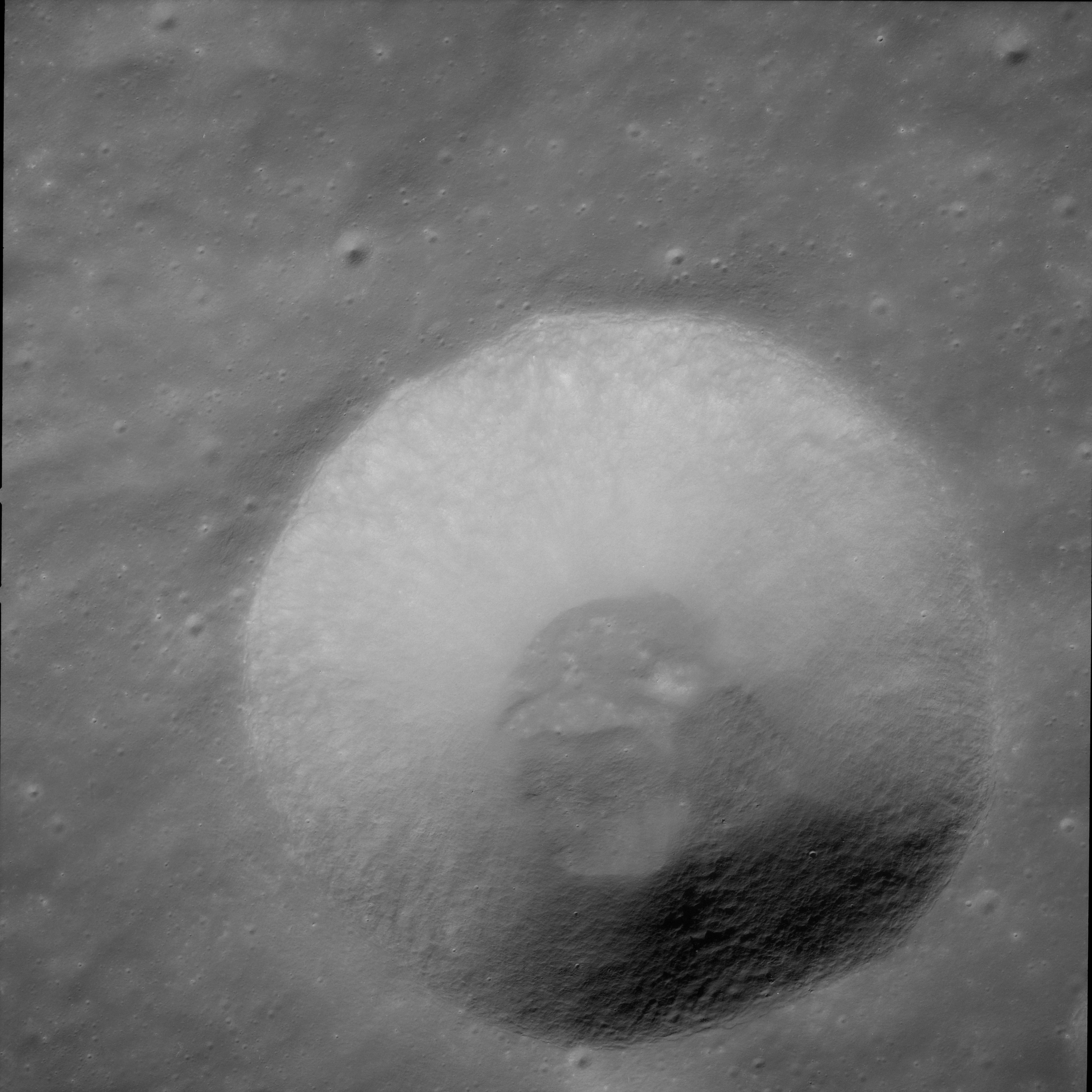
Сателлитный кратер Кориолис S. Снимок с борта Аполлона-11.

- Образование сателлитных кратеров Кориолис L и M относится к нектарскому периоду[1].
- Образование сателлитного кратера Кориолис Y относится к эратосфенскому периоду[1].

## См.также
- Список кратеров на Луне
- Лунный кратер
- Морфологический каталог кратеров Луны
- Планетная номенклатура
- Селенография
- Минералогия Луны
- Геология Луны
- Поздняя тяжёлая бомбардировка